# Glitchskier
Glitchskier est un jeu vidéo de type shoot 'em up développé et édité par Shelly Allon, sorti en 2017 sur Windows, iOS et Android.

## Système de jeu
Dans un univers visuel évoquant les interfaces des ordinateurs des années 1980-1990, le joueur contrôle un vaisseau triangulaire qui affronte des morceaux de code informatique glitchés.

## Accueil
- Canard PC : 7/10[1]
- Pocket Gamer : 8/10[2]